# رودولف لیپ
رودولف لیپ (انگلیسی: Rudolf Leip; ۸ ژوئن ۱۸۹۰ – ۵ مارس ۱۹۴۷) بازیکن فوتبال اهل آلمان بود.
از باشگاه‌هایی که در آن بازی کرده‌است می‌توان به اشاره کرد.
وی همچنین در تیم ملی فوتبال آلمان بازی کرده‌است.